# Johann Heinrich Geymüller
Johann Heinrich Geymüller (* 17. Mai 1754 in Basel; † 1. April 1824 in Wien) war ein schweizerisch-österreichischer Bankier.

## Leben
Zusammen mit seinem Bruder Johann Jakob Geymüller trat er in Wien in das Bankhaus des Schweizers Peter Ochs ein, das sie nach dessen Tod 1804 unter dem Namen Geymüller & Co weiterführten. Die Bank brachte unter anderem den Betrag von 32 Millionen Francs auf, die Napoleon nach der französischen Besetzung Wiens 1806 als Kontribution verlangte.
Die Geymüllers gehörten zu den Pionieren der Wiener Zweiten Gesellschaft in der ersten Hälfte des 19. Jahrhunderts. Außer dem Bankhaus besaßen sie weitere Besitzungen in Niederösterreich, Wien und in Böhmen. So besaß Johann Jakob das Geymüllerschlössel in Pötzleinsdorf, das damals noch nicht zu Wien gehörte. Johann Heinrich besaß das Schloss Pötzleinsdorf. In der Wiener Wallnerstraße besaßen die 1810 geadelten Brüder ebenfalls ein Palais, das Palais Caprara-Geymüller. Dieses Palais stellte einen der Mittelpunkte des gesellschaftlichen Lebens im Wien des Vormärz dar. So lernte Franz Grillparzer seine ewige Braut Kathi Fröhlich kennen, deren Schwester Musiklehrerin der Töchter der Geymüllers war.
Ein weiteres Schloss war in Böhmen das Schloss in Kamenitz. Dort richtete Johann Heinrich eine Bibliothek ein. Diese wurde unter einem Nachfahren Rudolf von Geymüller (* 24. Februar 1848 in Wien;
† 14. Jänner 1923 in Hollenburg) und ein weiteres Mal von dessen Sohn Georg (* 1. Dezember 1891 in Hollenburg; † 16. April 1962 in Nußdorf ob der Traisen) erweitert. Sie ist heute in Verwaltung des Prager Nationalmuseums
Johann Heinrich von Geymüller gilt als Mitbegründer der Österreichischen Nationalbank. 1817 wurde er zuerst Mitglied des ersten Direktoriums und kurz darauf Vizegouverneur der Nationalbank.
Verheiratet war Johann Heinrich mit Barbara Schmid, mit der er acht Töchter und zwei Söhne hatte. Die Mehrzahl dieser Kinder wurde vor der Heirat Geymüllers mit Schmid geboren. Die Tochter Clara (1801–1872) heiratete den oldenburgischen Kammerherrn Adam Bartold Ludwig von Lützow.
Der Sohn von Johann Heinrichs Schwester Ursula, Johann Heinrich von Geymüller der Jüngere, war auch im Bankhaus tätig.
Im Jahr 1894 wurde in Wien-Währing (18. Bezirk) die Geymüllergasse nach ihm benannt.